# US Boulogne
US Boulogne är en fransk fotbollsklubb från staden Boulogne-sur-Mer. Klubben grundades 1898 och spelar sina hemmamatcher på Stade de la Libération.